# Partido Liberal Alemão
O Partido Liberal Alemão foi um partido burguês na Áustria. 
A política dos liberais alemães opunha-se ao clero católico. Entre 1867 e 1879 o partido constituíu o movimento mais poderoso na Câmara dos Deputados do Reichsrat austríaco. 
A luta contra o clero e contra os nações eslavos na Áustria-Hungria também e o Pânico de 1873 foram as causas da decadência do Partido Liberal Alemão.

## Literatura
- Leopold Kammerhofer (Hrsg.): Studien zum Deutschliberalismus in Zisleithanien 1873-79. Wien 1992.
- Diethild Harrington-Müller: Der Fortschrittsklub im Abgeordnetenhaus des österreichischen Reichsrats 1873 - 1910. (=Studien zur Geschichte der Österreichisch-ungarischen Monarchie, 11). Wien 1972.
- Georg Franz-Willing: Liberalismus. Die deutschliberale Bewegung in der habsburgischen Monarchie. München 1955.